# Ресавска школа
Ресавска школа постојала је током прве половине 15. века и радила је у оквиру манастира Манасије, који је подигао деспот Стефан Лазаревић, као своју задужбину. У њој су се окупљали учени монаси писци, преводиоци, књижевници, преписивачи који су украшавали рукописе и књиге, због чега је манастир представљао симбол духовности и просвећености током неколико наредних векова. Један од главних сарадника Ресавске школе био је Константин Философ. По правилима ове школе радило се у Љубостињи, Хиландару, Пећкој патријаршији, Дечанима, а утицај се осећао и у Македонији, Бугарској, Румунији и Русији.
Упркос значају и утицајима Ресавске школе, данас је нажалост у друштву раширен израз „ресавска школа“, који има потпуно другачије значење.

## Историја
У првој половини 15. века, за време Стефана Лазаревића, Србија се као држава обновила и економски знатно ојачала. Стефан је добио титулу деспота после пораза у бици код Ангоре 1402. године од Византинаца у Цариграду. Србија није више била у вазалском положају према Турцима. Истовремено, долази до процвата културе и уметности. Стефан је узео Београд за престоницу Србије. После обнове Београда, Стефан је сву своју пажњу посветио подизању манастира Ресаве (1407—1418). Дуго зидање манастира могло би се објаснити као резултат нестабилних односима са Турцима, због чега је зидање повремено прекидано.
Стефан је у својој задужбини, готово одмах по оснивању, започео да организује школу — центар за превођење и преписивање књига. У њему је окупио велики број вредних калуђера, који су се ту бавили преписивањем, исправљањем старијих рукописа и превођењем новијих књижевних дела. На његов позив су долазили учени калуђери са Свете горе да преводе дела са грчког језика. Ту су радили учени калуђери, писци, преводиоци, књижевници, преписивачи, који су украшавали рукописе и књиге. Када је пала бугарска царевина (1393—6) велики број бугарских калуђера и књижевника прешао је у Србију, а са њима и идеје Трновске школе о реформи правописа. Један од главних руководилаца Ресавске школе био је Константин Философ, бугарски емигрант Јевтимијеве школе у Трнову, а касније и Григорије Цамблак.
Константин Филозоф је израдио правила новог правописа, заплетена, удешена по грчким граматичким списима, са врло много ученог и непотребног баласта, али и са извесним подигнутим критичким мерилом. Списи поправљени по начелима и у духу ове школе брзо су постали веома цењени, а Манасија велики духовни и просветни центар деспотовине и вековима била симбол просвећености, остављајући велики утицај на наше писаре 16. и 17. века.
Поред превода и преписа у Ресави, од оригиналних радова, написано је Житије деспота Стефана Лазаревића од Костантина Филозофа.

## Стефан Лазаревић
Сам Стефан био је веома образован, доста је читао, а бавио се и писањем. Позната су његова дела Слово љубве (1409), Душеполежноје спасеније и Мудрост и пророченствије. Верује се да је он аутор Натписа на мраморном стубу на Косову (1404), написао је поетско писмо млађем брату Вуку („Лазаревицу“) вероватно упућено као позив на помирење и аутор је Закона о руднику Ново Брдо (1412).
Због његове велике наклоности књизи прозван је „вторим Манаскјем“ упоређујући га са византијским летописцем Константином Манасијем из 12. века. Деспот се упоређује са њим по лепом и надахнутом причању и мисли се да је и његов манастир првобитна Ресава због тога доцније прозван Манасија.

## Библиотека
Деспот Стефан је у манастиру имао велику библиотеку, са преко 20.000 књига у рукопису. На његов захтев у Љубостињској пустињи, мушка монашка насеобина, око манастира Љубостиње је преведен Стари завет и Зонара. Игумана Лесјамског манастира Венедикта слао је у Свету гору да му преведе „Шестоднев Јована Златоустог“. Од књига ове библиотеке данас се у Манасији чува један део и део другог рукописа, док се у Светој гори у манастиру Костомониту налази Теофилово тумачење јеванђеља, а један број ових рукописа доспео је и у Русију, где се и сада чува. У Одеси се налази један рукопис из 1420. год. У нашој земљи ових рукописа има у Пећкој Патријаршији и Патријаршији српске православне цркве у Београду, а верује се и у још неким манастирима. Од књига његове библиотеке и данас се чува у Светој гори у манастиру Кастомониту Теофилактово тумачење јеванђеља. У библиотеци Пећке патријаршије и данас се налази један број књига из Ресавске школе, које датирају из 15. века.

## Пропаст Ресаве
У време турских освајања манастир Ресава делио је судбину читаве српске Деспотовине. Књижевна активност манастира ометена је најездом Турака и пропашћу деспотовине. Турци су 1. августа 1438. године заузели утврђену Ресаву и на веома свиреп начин се обрачунали са браниоцима. Тада су по први пут опљачкали манастир и запалили Ресавску библиотеку. И ако су Мађари у међувремену водили рат са Турцима, после чега је склопљен мир. утврђење у манастиру коначно је пало у турске руке маја 1458. године.
Један део калуђера повукао се са последњим Бранковићима у Срем и наставио је ту акцију у фрушкогорским манастирима (нпр. у Крушедолу), други је отишао у Влашку, а затим у Русију, поневши са собом правописна правила и списе Константина Философа, док се најмањи део окупио у Јужној Србији, у Пећкој патријаршије и Дечанима.
Турци су у тврђаву сместили посаду, а манастир претворили у џамију. 24. јула 1689. године, аустријска војска је уз помоћ Срба заузела Ресаву. У периоду од 1718—1739. године, Ресава је била у аустријској власти. У тврђави је становао један аустријски капетан са војницима. За време аустријске управе у манастиру је радила школа за свештенике.

## Утицаји, значај и ширење
Преписи и преводи Ресавске школе сматрају се узорнима, по којима се до 18. века мерио квалитет рукописа. По ресавским правилима радило се у Љубостињи, Хиландару. Утицај Ресавске школе ишао је дубоко у Македонију, Бугарску, Румунију и Русију.
Игуман манастира Дечани, Григорије Цамблак, постао је касније кијевски митрополит. Познат је тада био и српски монах Пахомије Логофет, који се у Русији прославио као писац житија.
Захваљујући раду и утицају Ресавске школе српски народ је сачувао свој језик. Матична библиотека у Деспотовцу и Народна библиотека Србије раде на отварању сталне изложбе рукописа у просторима манастира Манасије. У том циљу припремљени су одређени број снимака и фотокопије рукописа у природној боји и величини.

## Ресавски фонт
На основу рукописа чувене Ресавске преписивачке школе, који се данас налазе у различитим збиркама широм света, у оквиру радионице Ресавске типографске школе, на челу са Оливером Стојадиновић направљено је неколико дигиталних типографских писама — фонтова. У раду радионице учествовали су студенти Факултета примењених уметности Универзитета уметности у Београду, као и гости са Академије за ликовну уметност и обликовање у Љубљани. Ови фонтови намењени су свим корисницима ћирилице на рачунарима и могу бесплатно да се преузму.

## Жаргонска употреба израза
Ресавска школа у сленгу симболично се користи за радње као што су преписивање, копирање, понављање, варање или фалсификовање туђег рада или идеје, у целости или деловима, без улагања посебног труда или разумевања, пре чему се указује на неоригиналност, безвредност, па чак и штетност тако добијених резултата, пошто се подразумева да је копија лошија од оригинала. Његова употреба среће се у многим областима живота и рада: у просвети, при преписивању задатака, на испитима, у изради научних и других стручних радова, у судству приликом преписивања пресуда у поновљеним поступцима, у законодавству због доношења нових закона, буквалним превођењем закона Европске уније, при чему се не размишља о начину њиховог практичног спровођења, у политици, при понављању предизборних и других тешко испуњивих обећања, у било којој другој професији, чак и приликом полагања стручних испита, при чему се на недозвољен начин присвојен резултат туђег рада, сасвим незаслужно награђује. Због лакоће копирања различитих садржаја у целини или деловима, са једног на друго место, без икакве додатне обраде и ненавођења оригиналног извора, присуство „Ресавске школе“ је веома уочљиво на многим интернет страницама, нарочито оним са великим бројем корисника и/или посетилаца.